# Mesorregión del Oeste Maranhense
La Mesorregión del Oeste Maranhense es una de las un  mesorregiones del estado brasileño del Maranhão. Es formada por la unión de 52 municipios agrupados en tres  microrregiones.

## Microrregiones
- Gurupi
- Imperatriz
- Pindaré

- Datos: Q597276